# Otto Fischer (peintre)
Pour les articles homonymes, voir Otto Fischer et Fischer.
Otto Fischer, né le 2 juillet 1870 à Leipzig et mort le 23 mars 1947  à Dresde, est un peintre, graveur et historien de l'art allemand.

## Biographie

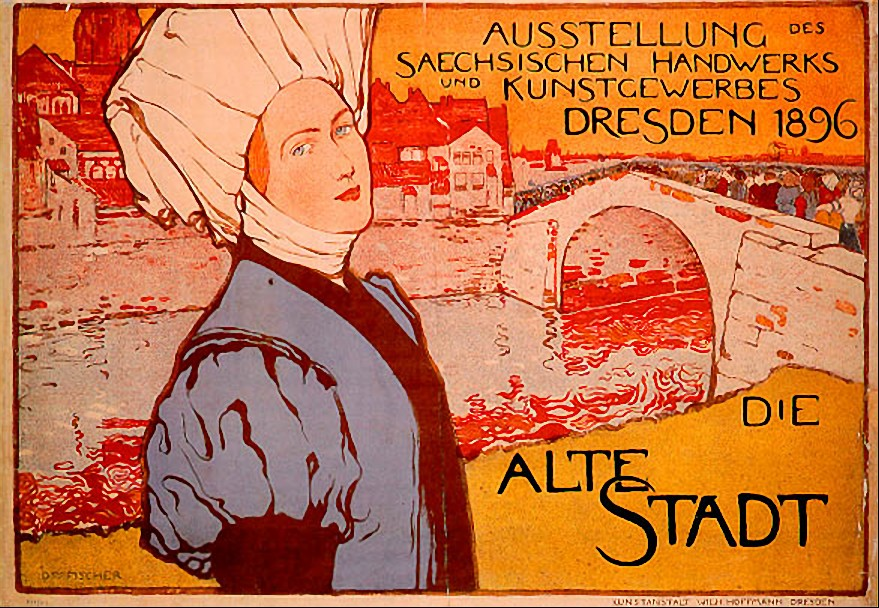
Affiche pour l'Exposition saxonne commerciale et artistique de Dresde en 1896 (anc. coll. Hans Sachs).

Otto Fischer entre à la Kunstakademie de Dresde sous la direction de Friedrich Preller et Herrmann Prell et débute comme lithographe dans cette même ville, sous l'enseignement de Konrad Starke.
Vers 1895, il collabore en tant qu'illustrateur pour des revues comme Pan ou des magazines comme Die graphischen Künste, où sont mises en valeur les nouvelles tendances graphiques d'alors.
Deux de ses travaux exécutés en 1896 pour les établissements Wilhelm Hoffmann (Kunst-Anstalt für Moderne Plakate, Dresde) sont reproduits par Jules Chéret dans sa revue Les Maîtres de l'affiche (1895-1900).
Après 1906, il se concentre sur son activité de peintre, rejoint le Neue Künstlervereinigung München (NKVM) et en 1914, il devient professeur à la Kunstakademie de Dresde où il enseigne l'histoire de l'art.
En 1942 commence à paraître sa monumentale Histoire des peintres allemands chez F. Bruckmann Verlag (Munich), publication qui sera achevée après sa mort, avec le quatrième volume paru en 1956.